# Геннард, Джордж Пьер
Джордж Пьер Геннард родился 15 октября 1956 года в Сейр, Пенсильвания, в семье швейцарского хирурга и домохозяйки. Он был старшим ребёнком в семье, у него были младшие брат и сестра, Алан Роберт и Дезайри. Позднее его семья переехала в Нью-Мексико, где его отец работал на полигоне White Sands Missile Range, возле Лас-Крусес. После окончания средней школы Мэйфилда в 1974 году, он поступил на службу в ВМС США и служил в течение трех лет, пока его не уволили с почётом. Позднее он работал торговым моряком, но был уволен за употребление наркотиков.
В начале расследования массового убийства, известного как "Стрельба в Луби", начальник полиции Киллина заявил, что Геннард «по какой-то причине имел явную проблему с женщинами». После того, как его родители развелись в 1983 году, его отец переехал в Хьюстон, а мать переехала в Хендерсон, штат Невада. Пистолеты Glock 17 и Ruger P89, которые использовал Геннард, были куплены между февралём и мартом 1991 года в магазине оружия в Хендерсоне.

Геннард преследовал двух сестёр, которые жили в его районе до стрельбы. Он отправил им письмо, в тексте которого была следующая часть: 
«Пожалуйста, дайте мне удовлетворение в один прекрасный день, смеясь перед всеми этими, в основном, белыми предательскими женщинами-гадюками из этих двух городов [Килин и Белтон], которые пытались уничтожить меня и мою семью».
 Он также писал, что он «по-настоящему польщён, зная, что у него есть две поклонницы-подростки.